# Heinrich Moser

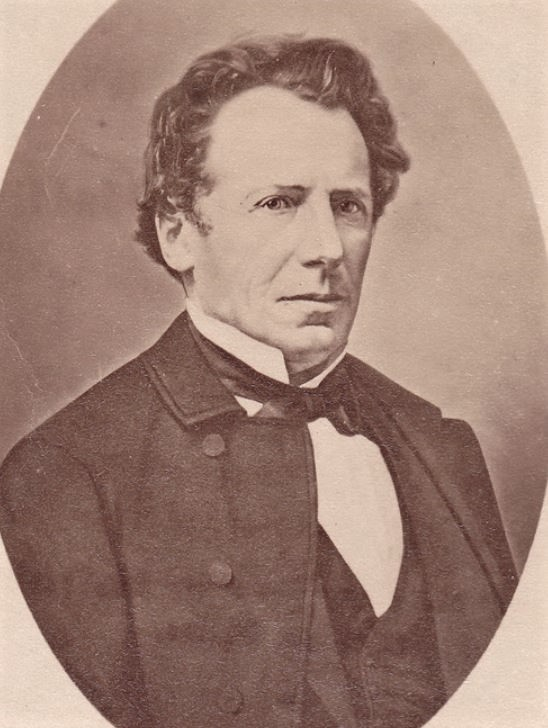
Heinrich Moser

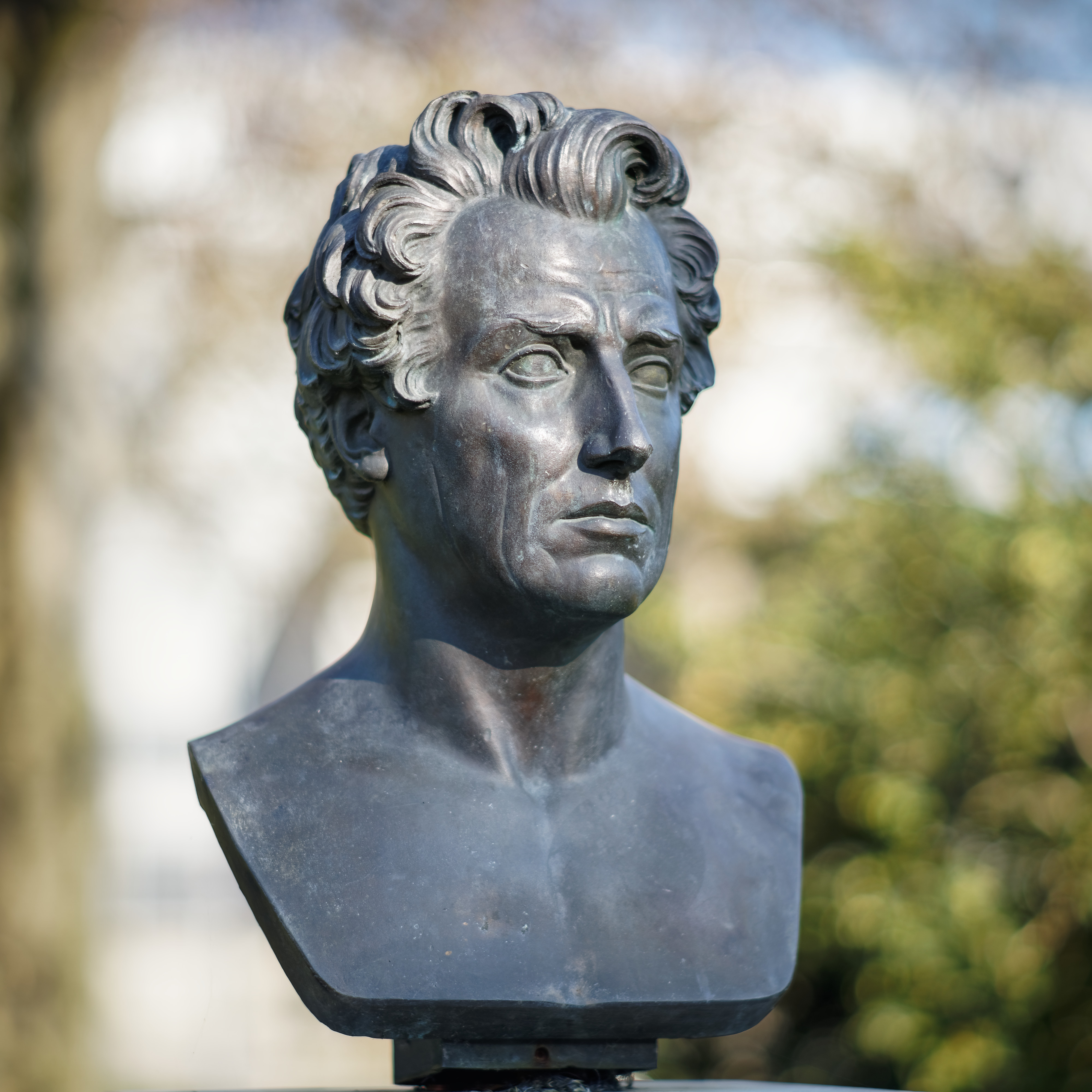
Denkmal für Heinrich Moser im nach ihm benannten „Mosergarten“ in Schaffhausen nach einer Büste von Ferdinand Schlöth.

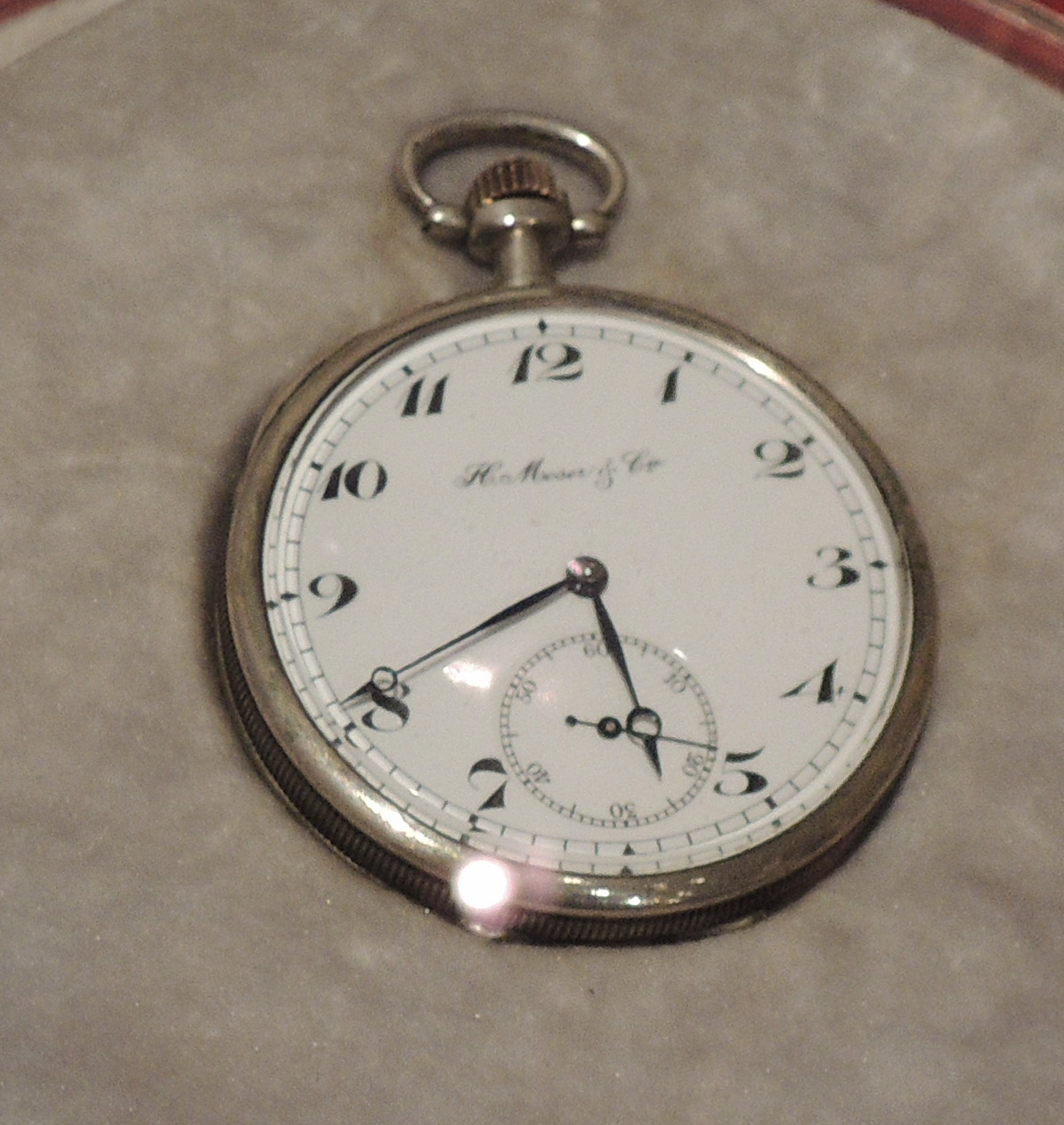
Taschenuhr „H. Moser & Cie“ aus Besitz von Wladimir Iljitsch Lenin (Silbergehäuse, Anfang 20. Jh., Staatliches Historisches Museum, Moskau)

Heinrich Moser (auch Johann-Henri Moser; * 12. Dezember 1805 in Schaffhausen; † 23. Oktober 1874 in Badenweiler) war ein Schweizer Uhrmacher, Unternehmer und Kunstsammler. 

## Leben

### Vom Gesellen zum Unternehmer
Heinrich Moser wurde am 12. Dezember 1805 in Schaffhausen geboren. Der Uhrmacherlehre bei seinem Vater, dem Stadtuhrmacher und Kantonsrat Erhard Moser (1760–1828), folgten ab 1824 die traditionellen Wanderjahre und mit ihnen eine weitere Lehre in Le Locle. 1827 machte er sich nach Russland auf. Aufgrund eines in Seenot geratenen Schiffs wurde die Reise nach Russland teurer als erwartet und Moser musste nach der Ankunft in St. Petersburg sich erst als angestellter Uhrmacher verdingen, bevor er Ende 1828 auf dem zentralen Newski Prospekt sein eigenes Geschäft eröffnen konnte.
Dort zeigte sich neben seiner handwerklichen Begabung auch seine kaufmännischen Fähigkeiten, die Moser als Fabrikant und Grosshändler umsetzte. Moser expandierte mit seinem Geschäft nach Moskau, wo er eine weitere Verkaufsfiliale eröffnete, auch war er ständiger Gast an der Messe von Nischni Nowgorod. Er belieferte grosse Teile des asiatischen Raumes und eröffnete in Le Locle ein Uhren-Comptoir als Filiale seines St. Petersburger Unternehmens. Nachdem er das Amt des Stadtuhrenmachers von Schaffhausen im Frühjahr 1829 nicht erhalten hatte, schrieb Moser einen Eilbrief, um seinen Unmut dem Stadtpräsidenten mitzuteilen. Der Inhalt des Briefes an den Stadtpräsidenten hatte folgenden Wortlaut: 

„Donner und Hölle! Bin ich deshalb nach Russland gereist, um mein Glück zu machen? Bin ich nicht hierher gereist, um Mittel und Wegen aufzufinden, meiner Vaterstadt nützlich zu werden? Ich schwöre, dass ich entweder mit Beweisen zurückkomme oder gar nie.“

Doch die Begründung, die durch den Stadtpräsidenten persönlich ausgerichtet wurde, war eindeutig genug: Der Moser sei noch zu jung, um am Euter der Staatskuh zu saugen. Seine längst geplante Rückkehr in die Schweiz musste er immer wieder verschieben. Unter anderem hatte die Cholera manchen Mitarbeiter sowie seinen Geschäftsführer dahingerafft.
Um sein Uhrenimperium zu sichern, reiste Heinrich Moser unaufhörlich zwischen St. Petersburg, Moskau und Le Locle hin und her. 1848 kehrte er als reicher Mann in die Vaterstadt zurück. 1849 konnte er mit gezielten Getreidekäufen Schaffhausen aus einer sich anbahnenden Hungersnot heraushalten. Nun begann er mit dem Bau der schlossähnlichen Villa „Charlottenfels“, benannt nach seiner Gemahlin, die er 1831 geheiratet hatte. Doch Charlotte sollte nicht Einzug halten ins neue Heim; sie starb 1850 an den Folgen eines Kutschenunfalls. Sie hinterließ die fünf gemeinsamen Kinder Charlotte, Emma, Henriette, Sophie und Henri (1844–1923). Dieser wurde als Forschungsreisende, Kaufmann und Sammler bekannt. Heinrich Mosers Töchter aus zweitere Ehe waren die Zoologin und Parapsychologin Fanny Moser und die Schriftstellerin und Frauenrechtlerin der Schweizer Arbeiterbewegung Mentona Moser.
Heinrich Moser wurde unter anderem Mitbegründer der Schweizerischen Industriegesellschaft (SIG) in Neuhausen, der Rheinfallbahn und der Dampfschifffahrtsgesellschaft (jeweils zusammen mit Friedrich Peyer im Hof und Johann Conrad Neher).

### Industrialisierung durch Rhein-Kraft
Mit Mosers Namen verbinden die Schaffhauser bis heute den „Moserdamm“. Schon seit langem hegte Moser einen Plan, wie die Wasserkräfte des Rheins besser zu nutzen wären. Er sah sich dabei jedoch zögerlichen Politikern gegenüber. Erst als er drohte, den Stadtrat „zu sprengen“ „… ich muss dieser alten Perücken-Behörde den Wert meiner Person entgegenstellen“, stellte sich die Bürgergemeinde hinter seinen Plan, einen Wehrdamm quer über den Rhein zu bauen. Nach unzähligen Teildammbrüchen und einem Kampf gegen die Naturgewalten wurde das Werk im April 1866 vollendet, dort, wo heute das Flusskraftwerk liegt: Es war damals der grösste Staudamm der Schweiz. Die mittels Drahtseiltransmission transportierte Energie war der Schlüssel zur Industrialisierung der Region Schaffhausen.

Heinrich Moser führte seinen Industriebetrieb als „Patron“. Weitere „Associés“ in sein Geschäft einzubringen, zog er nicht in Betracht, denn er vertrat den Standpunkt, dass er als Einziger die Leitplanken am besten vorgeben könnte. Er bezahlte die besten Löhne „… sagen die Fabrikanten hier, dass die guten Arbeiter von mir behext seien. Man könne mir keinen abjagen; ich habe die besten in der ganzen Gegend“, verlangte dafür aber überdurchschnittliches Interesse am Geschäft und honorierte dies mit Gratifikationen und Tantièmen auf allen Stufen. 

„Diese Leute sind die Schöpfer meines Wohlstandes, man muss sie warm halten.“

Nun kaufte Moser am Rhein ein grosses Areal, auf dem er ein Fabrikgebäude errichtete. Dadurch ermöglichte er vielen kleineren und mittleren Firmen, zu vorteilhaften Bedingungen Betriebe zu eröffnen, zum Beispiel der International Watch Company (IWC), deren Gründer er in ideeller und finanzieller Hinsicht unterstützte. 1870 ging Heinrich Moser mit der um dreiundvierzig Jahre jüngeren Baronin Fanny Louise von Sulzer-Wart (1848–1925) eine zweite Ehe ein, der zwei Töchter entwuchsen; eine davon war Fanny Moser. Vier Tage nach der Geburt der jüngeren Mentona starb Heinrich Moser am 23. Oktober 1874 im 69. Lebensjahr.

### H. Moser & Cie nach dem Tod des Gründers

Die Fabrique H. Moser & Cie in Le Locle, 1905 nach Plänen von Jean und Eugène Crivelli errichtet, Luftaufnahme von Walter Mittelholzer (undatiert, zwischen 1918 und 1937)

Heinrich Mosers Witwe verkaufte 1877 das gesamte russische Handelsgeschäft sowie die Uhrenfabrik in Le Locle an die jeweiligen Geschäftsführer, in Le Locle die Familie Paul Girard. Dadurch wurden der Schweizer und der Russische Teil des Unternehmens getrennt. In der Folge ging der in Russland ansässige Teil 1917 mit der Oktoberrevolution unter, während der in Le Locle angestammte Teil 1979 in die Dixi-Gruppe (heute Dixi Holding Le Locle S.A.) aufgelöst wurde.
In Anlehnung an die Marke H. Moser & Cie wurde 2002 die Moser Schaffhausen AG von Heinrich Mosers Urenkel Roger Balsiger und einer Investorengruppe um Jürgen Lange (ehemals IWC) gegründet. Diese liess die ursprüngliche Marke wieder international registrieren.